# Ivranäs
Ivranäs är en medeltida gård i Malexanders socken, Boxholms kommun. Gården bestod av ett frälsehemman.
Söder om gården ligger ett naturreservat, även det med namnet Ivranäs.

## Ägare
- 1625- Niels Bielke
- 1782- Du Ritz
- 1825- Fredrik Anders Reutersvärd
- Axel Herman Gyllenhammar

## Torp och stugor
- Kindstugan

### Dufvelyckan
Dufvelyckan är ett livgrenadiertorp, nummer 150 som tillhörde Ydre kompani i första livgrenadierregementet. Sista boende var snickararbetaren Karl Fredrik Jonsson (1852-) och hans hustru Katarina Charlotta Karlsdotter (1852-) som flyttade 1904 till Kisa. 

### Lökbäcken
Lökbäcken byggs 1759 och torpets första boende är Måns och hans hustru.

### Tallhult
Tallhult byggs före 1750.

### Övriga
- Rotön
- Mostugan
- Karlsberg
- Kindstugan
- Tallhult

### Webbkällor
- http://krafttaget.com/JohanBirath/malexander.html